# التجسس الأمريكي في الصين
هذه قائمة بالأنشطة التي قامت بها وكالة المخابرات المركزية الأمريكية في الصين.

## الأنشطة في جمهورية الصين
تشيانغ كاي شيك، رئيس جمهورية الصين، يشتبه في أن الولايات المتحدة كانت تخطط لانقلاب ضده.في عام 1950، أصبح شیانک شینک کوئو مديرًا للشرطة السرية، وظل حتى عام 1965.اعتبر تشيانج أيضًا أن بعض الأشخاص الذين كانوا أصدقاء للأمريكيين هم أعداءه.تم طرد أحد أعداء عائلة تشيانغ،وو كو تشن، من منصبه كحاكم لتايوان من قبل تشيانغ تشينغ كو وهرب إلى أمريكا في عام 1953. بدأ شیانک شینک کوئو، المتعلم في الاتحاد السوفيتي، عملية إعادة تنظيم عسكرية على النمط السوفيتي في جيش جمهورية الصين، والتي أعادت تنظيم وسفينة هيئة الضباط السياسيين والمراقبة وأنشطة حزب الكومينتانغ.عارض ذلك كان سون لي جين، الذي تلقى تعليمه في معهد فرجينيا العسكري الأمريكي.
دبر شيانغ المحاكمة العسكرية المثيرة للجدل واعتقال الجنرال صن لي-جين في أغسطس 1955، بتهمة التخطيط لانقلاب مع وكالة المخابرات المركزية الأمريكية ضد والده تشيانغ كاي شيك والكومينتانغ.يُزعم أن وكالة المخابرات المركزية أرادت مساعدة صن في السيطرة على تايوان وإعلان استقلالها.

## الأنشطة في جمهورية الصين الشعبية

### 1951
من أجل فتح جبهة ثانية في الحرب الكورية، قرر ضباط وكالة المخابرات المركزية الاعتماد على خطة ثانية.كان عملاء وكالة المخابرات المركزية يخشون دخول ماو تسي تونغ إلى الحرب ويقدرون أن عددًا كبيرًا من رجال حرب العصابات القومية الكومينتانغ كانوا متاحين للعمل مع الوكالة.كما قدروا أن الفارس المسلم بقيادة ما بوفانج سيكون على استعداد لشن هجمات ضد الصين في مناطقها الغربية.عندما أثبتت هاتان المجهودان أنهما مبالغ فيهما من حيث النجاح والوقائع الإستراتيجية، قررت الولايات المتحدة، مقتنعة بوجود قوة ثالثة متاحة داخل الصين، استثمار الموارد في تأمين مثل هذه القوة لجهودها.من أجل تسهيل المقاومة ضد تورط الصين في كوريا، استثمرت وكالة المخابرات المركزية أكثر من 100 مليون دولار في شراء أسلحة يمكن أن يستخدمها مقاتلو «القوة الثالثة» في الصين.بالكاد يمكن للوكالة أن تجد أي مشاعر معادية لماو في اتصالاتها، ومع ذلك، مع وجود علامات الحياة الوحيدة كونها مجموعة من اللاجئين في أوكيناوا، ثبت دائمًا أنها مجموعة مهتمة بتحقيق أهدافها الخاصة أكثر من مساعدة الولايات المتحدة حقًا.
في النهاية، رفعت وكالة المخابرات المركزية عن سجلاتها واعترفت بفشل إستراتيجية القوة الثالثة. تسلط القائمة الضوء على دراسة سريعة عن إخفاقات التمرد.وفقًا للوثائق، بدأت وكالة المخابرات المركزية في إسقاط وحدات حرب العصابات الصغيرة في الصين، وكان أول فريق من القوة الثالثة تم نشره في أبريل 1952.لم يسمع أي شيء عن جميع أعضاء الفريق الأربعة مرة أخرى.تألف فريق القوة الثالثة الثاني من خمسة عملاء من أصل صيني، وسقطوا في منطقة جيلين في منشوريا في منتصف يوليو 1952.أبلغ الفريق في النهاية عن اتصاله بقادة المتمردين المحليين.تم القبض على الفريق، دون علم وكالة المخابرات المركزية، وتحويله من قبل الصينيين، نصبوا الفخ الذي تلا ذلك.ردت وكالة المخابرات المركزية بإرسال وحدة إنقاذ، فقط لإسقاط طائراتها واعتقال وكلائها الرئيسيين المكلفين بالمهمة، جاك داوني وديك فكتو.وحُكم على كلا الرجلين لاحقًا بالسجن في الصين.تفاخرت بكين في وقت لاحق بإخفاقات التمرد لنظيراتها في الولايات المتحدة.في تلك المرحلة، أسقطت وكالة المخابرات المركزية 212 عميلاً في الصين، مما أسفر عن مقتل 101 عميل وأسر 111. مايكل دي كو، الذي تم تجنيده من قبل وكالة المخابرات المركزية وعمل داخل الوكالة خلال أحداث القوة الثالثة، ذكر أن وكالة المخابرات المركزية «قد بيعت فاتورة بضائع من قبل القوميين - أن هناك قوة مقاومة هائلة في الداخل من الصين.كنا ننبح الشجرة الخطأ.كانت العملية برمتها مضيعة للوقت».

### 1959
قدمت وكالة المخابرات المركزية مجموعة التبت جوشی کانکدروک تنشونک دانکلانگ ماک بالمساعدة المادية والمعونة، بما في ذلك الأسلحة والذخيرة، بالإضافة إلى التدريب لأعضاء جوشی کانکدروک وجماعات حرب العصابات التبتية الأخرى في كامب هيل.

### 2010
وفقًا لتحقيق أجرته صحيفة نيويورك تايمز، تمكنت حكومة جمهورية الصين الشعبية من قتل أو سجن18 إلى 20مصدرًا من وكالة المخابرات المركزية من 2010إلى 2012 ؛ استشهد مقال في مجلة فورين بوليسي بعدد أكبر، مما وضع عدد المصادر التي قتلت على الأقل 30. قدمت عملية مشتركة بين وكالة المخابرات المركزية ومكتب التحقيقات الفيدرالي لمكافحة التجسس للتحقيق في فشل المخابرات ثلاث نظريات مختلفة حول سبب تفكيك شبكة التجسس: (1)كان هناك خلد داخل وكالة المخابرات المركزية،(2)«مهنة تجارية قذرة» و (3)اخترق عملاء استخبارات جمهورية الصين الشعبية النظام السري الذي تستخدمه وكالة المخابرات المركزية للتواصل مع مصادرها الأجنبية.وقالت صحيفة نيويورك تايمز إن الجدل حول القضية ظل دون حل بينما قال مسؤول استخباراتي أمريكي سابق استشهدت به مجلة فورين بوليسي إن المحققين خلصوا إلى أن السبب وراء ذلك هو «التقاء وتوليفة الأحداث». في يناير 2018، تم القبض على ضابط سابق في وكالة المخابرات المركزية يُدعى جيري تشون شينغ لي، وفي النهاية أقر بأنه مذنب للاشتباه في المساعدة في تفكيك الشبكة بينما عزت مقالة فورين بوليسي، على الرغم من الاعتقال، إلى الإخفاق في قدرة وكالات استخبارات جمهورية الصين الشعبية على اختراق نظام اتصالات وكالة المخابرات المركزية.
تم التحقيق مع سن بو، المدير العام لشركة شركة بناء السفن الصينية، بتهمة الفساد وتقديم معلومات سرية إلى وكالة المخابرات المركزية، بما في ذلك المواصفات الفنية لحاملة الطائرات الصينية لياونينغ، وفقًا لما ذكرته اسياتايمز.
أشار مقال نُشر في ديسمبر2020 في مجلة فورين بوليسي إلى أن عقودًا من الفساد داخل الحزب الشيوعي الصيني أوجدت نقاط ضعف استغلت من قبل وكالات الاستخبارات الخارجية، ولا سيما وكالة المخابرات المركزية.كانت عمليات التطهير التي قام بها الحزب الشيوعي الصيني تحت ستار مكافحة الفساد مدفوعة جزئيًا على الأقل بمخاوف مكافحة التجسس.

### 2021
في أكتوبر 2021،ذكرت صحيفة نيويورك تايمز نقلاً عن برقية تم تسريبها من وكالة المخابرات المركزية، أن وكالة المخابرات المركزية قد اعترفت بفقدان «عدد مقلق من المخبرين» الذين تم تجنيدهم من دول بما في ذلك الصين في السنوات الأخيرة، مع قتل المخبرين أو أسرهم أو اختراقهم.تأتي البرقية المسربة وسط جهود الصين الأخيرة في مطاردة مصادر وكالة المخابرات المركزية لتحويلها إلى عملاء مزدوجين. تشير المذكرة أيضًا إلى «خرق لنظام الاتصالات السرية» أدى إلى القبض على شبكات تجسس في الصين وأن بعض المسؤولين يعتقدون أن ضباط المخابرات الأمريكية الخائنين قد يكونون الجناة المسؤولين عن اعتقال وإعدام جواسيس وكالة المخابرات المركزية.